# Kościół św. Katarzyny we Wronkach
Kościół św. Katarzyny we Wronkach – rzymskokatolicki kościół parafialny w mieście Wronki. Mieści się przy ulicy Sierakowskiej. Należy do dekanatu wronieckiego.

## Historia i wyposażenie
Pierwsza wzmianka o wronieckiej parafii pochodzi z roku 1298, kiedy biskup Andrzej Zaremba, ustanawiając archidiakonaty w diecezji poznańskiej, przydzielił kościół we Wronkach do archidiakonatu pszczewskiego.
Obecna budowla została wybudowana w stylu późnogotyckim, z palonej cegły, w 1660. Wzniesiona została przez ówczesnego właściciela Wronek, Łukasza Górkę, a konsekracji dokonał biskup Maciej Kurski. Kościół posiada trójnawowy podział, a ściany opięte są przyporami.
Wnętrze kościoła uległo zniszczeniu podczas pożaru Wronek z 1780. Hrabia Henryk Dzieduszycki, ówczesny właściciel miasta, ufundował trzy późnoklasycystyczne ołtarze: ołtarz główny – św. Katarzyny, lewy ołtarz boczny – Święty Henryk oraz prawy – św. Anny. W latach 1934–1936 wnętrze kościoła uległo kolejnym zmianom. Rozebrano klasycystyczny ołtarz główny, z którego zdjęto obraz św. Katarzyny oraz cztery rzeźby. Rozebrano również dwa podominikańskie ołtarze wsparte na bocznych filarach – Matki Boskiej Różańcowej i św. Józefa. Z trzech rozebranych ołtarzy powstał nowy ołtarz główny. Podczas okupacji hitlerowskiej, w latach 1941–1945 kościół zamknięto i zamieniono na magazyn części radiowych.
W latach 1954–1955 prezbiterium poddano regotyzacji. Zbudowano gwiaździste sklepienie oraz postawiono nowy ołtarz w formie tryptyku, wypełnionego płaskorzeźbą i malowidłami autorstwa miejscowego artysty, Witolda Siwińskiego. Pośrodku tryptyku umieszczona została rzeźba Chrystusa Vir Dolorum z około 1500 r. W nawach bocznych pozostały XIX-wieczne ołtarze, w których centralne miejsce zajmują obrazy Matki Boskiej Śnieżnej i św. Katarzyny. Wśród innych zabytków wyróżnia się rzeźby: Pietà (XVI w.), Chrystus błogosławiący (XVII w.), Chrystus Salvator (XVIII w.) oraz obraz Matki Boskiej z Dzieciątkiem (z XVII w.).
W latach 2012–2013 dokonano znacznych remontów: wymiany dachu, wymieniono ławki, poddano renowacji zabytkowe rzeźby, wstawiono 4 okna witrażowe św. i bł.: Michała Archanioła, Jana Pawła II, ks. Jerzego Popiełuszki, Karoliny Kózkównej.